# William Baylies
William Baylies (* 15. September 1776 in Dighton, Bristol County, Massachusetts; † 27. September 1865 in Taunton, Massachusetts) war ein US-amerikanischer Politiker. Zwischen 1809 und 1835 vertrat er mehrfach den Bundesstaat Massachusetts im US-Repräsentantenhaus.

## Werdegang
William Baylies war der ältere Bruder des Kongressabgeordneten Francis Baylies (1783–1852). Er studierte bis 1795 an der Brown University in Providence (Rhode Island). Nach einem Jurastudium und seiner Zulassung als Rechtsanwalt begann er ab 1799 in Bridgewater in diesem Beruf zu arbeiten. Politisch wurde er Mitglied der Ende der 1790er Jahre von Alexander Hamilton gegründeten Föderalistischen Partei. Zwischen 1808 und 1813 saß er mehrfach als Abgeordneter im Repräsentantenhaus von Massachusetts. In den Jahren 1825 und 1826 gehörte er dem Staatssenat an.
Bei den Kongresswahlen des Jahres 1808 wurde Baylies im siebten Wahlbezirk von Massachusetts in das US-Repräsentantenhaus in Washington, D.C. gewählt, wo er am 4. März 1809 die Nachfolge von Joseph Barker antrat. Sein Gegenkandidat Charles Turner legte aber gegen den Wahlausgang von 1808 Widerspruch ein. Als diesem entsprochen wurde, musste Baylies sein Mandat am 28. Juni 1809 an Turner abtreten. Bei den Wahlen des Jahres 1812 wurde Baylies erneut im siebten Distrikt seines Staates in den Kongress gewählt, wo er am 4. März 1813 Turner wieder ablöste. Nach einer Wiederwahl konnte er dort bis zum 3. März 1817 zwei Legislaturperioden absolvieren. Diese waren zunächst von den Ereignissen des Britisch-Amerikanischen Krieges von 1812 geprägt. Seit 1815 vertrat er den achten Bezirk seines Staates.
In den Jahren 1820 und 1821 war Baylies erneut Abgeordneter im Repräsentantenhaus von Massachusetts; zwischen 1830 und 1831 gehörte er nochmals dem Staatssenat an. In den 1820er Jahren schloss er sich der Bewegung gegen den späteren Präsidenten Andrew Jackson an und wurde Mitglied der National Republican Party. Bei den Wahlen des Jahres 1832 wurde Baylies im zehnten Wahlbezirk von Massachusetts erneut in das US-Repräsentantenhaus gewählt, wo er zwischen dem 4. März 1833 und dem 3. März 1835 eine letzte Legislaturperiode absolvierte. Seit dem Amtsantritt von Präsident Jackson im Jahr 1829 wurde innerhalb und außerhalb des Kongresses heftig über dessen Politik diskutiert. Dabei ging es um die umstrittene Durchsetzung des Indian Removal Act, den Konflikt mit dem Staat South Carolina, der in der Nullifikationskrise gipfelte, und die Bankenpolitik des Präsidenten. Im Jahr 1834 wurde Baylies nicht wiedergewählt. Nach dem Ende seiner Zeit im Kongress praktizierte er wieder als Anwalt. Er starb am 27. September 1865 in Taunton.